# Skælskør Havn
Skælskør Havn er en havn i Skælskør, beliggende i bunden af Skælskør Fjord, 2,4 sømil fra mundingen i Storebælt. Der findes blandt andet 155 bådpladser til lystbåde.
Fra havnen er der via en ca 170 m lang kanal forbindelse til Skælskør Nor.
Turistbåden "Skjelskør V", der har base i havnen, tilbyder ture frem og tilbage i fjorden.
Nær havnefronten findes bl.a. den fredede tidligere Skælskør Dampmølle.
- Skjelskør V foran Skælskør Dampmølle.